# Grand Prix Formule 1 van Brazilië 1998
De Grand Prix Formule 1 van Brazilië 1998 werd gehouden op 29 maart 1998 in Interlagos.

## Verslag
Voor de race was er enige controverse tussen Ferrari en McLaren, omdat McLaren een derde pedaal in de wagen installeerde. Hiermee kon de rijder enkel op de achterste wielen afremmen. Het systeem werd verboden door de FIA.
Mika Häkkinen reed van start tot finish aan de leiding. Achter Häkkinen reed David Coulthard eveneens van de rest van het veld weg. Hij reed een tijd voor Heinz-Harald Frentzen, maar Frentzen werd na de eerste pitstops voorbijgegaan door Michael Schumacher. Omdat McLaren het weekend zo domineerde moest Schumacher nog wel alles doen om toch maar niet op een ronde gezet te worden.

## Uitslag
| Positie | Nr | Rijder                | Team                | Ronden | Tijd/Opgave       | Startplaats | Punten |
| ------- | -- | --------------------- | ------------------- | ------ | ----------------- | ----------- | ------ |
| 1       | 8  | Mika Häkkinen         | McLaren-Mercedes    | 72     | 1'37:12.2         | 1           | 10     |
| 2       | 7  | David Coulthard       | McLaren-Mercedes    | 72     | +1.102            | 2           | 6      |
| 3       | 3  | Michael Schumacher    | Ferrari             | 72     | +1:00.550         | 4           | 4      |
| 4       | 6  | Alexander Wurz        | Benetton-Playlife   | 72     | +1:07.453         | 5           | 3      |
| 5       | 2  | Heinz-Harald Frentzen | Williams-Mecachrome | 71     | +1 Ronde          | 3           | 2      |
| 6       | 5  | Giancarlo Fisichella  | Benetton-Playlife   | 71     | +1 Ronde          | 7           | 1      |
| 7       | 1  | Jacques Villeneuve    | Williams-Mecachrome | 71     | +1 Ronde          | 10          |        |
| 8       | 4  | Eddie Irvine          | Ferrari             | 71     | +1 Ronde          | 6           |        |
| 9       | 14 | Jean Alesi            | Sauber-Petronas     | 71     | +1 Ronde          | 15          |        |
| 10      | 19 | Jan Magnussen         | Stewart-Ford        | 70     | +2 Rondes         | 16          |        |
| 11      | 15 | Johnny Herbert        | Sauber-Petronas     | 67     | Fysiek            | 14          |        |
| DQ      | 9  | Damon Hill            | Jordan-Mugen-Honda  | 70     | Gediskwalificeerd | 11          |        |
| NF      | 11 | Olivier Panis         | Prost-Peugeot       | 63     | Motor             | 9           |        |
| NF      | 18 | Rubens Barrichello    | Stewart-Ford        | 56     | Versnellingsbak   | 13          |        |
| NF      | 20 | Ricardo Rosset        | Tyrrell-Ford        | 52     | Versnellingsbak   | 21          |        |
| NF      | 23 | Esteban Tuero         | Minardi-Ford        | 44     | Gaspedaal         | 19          |        |
| NF      | 16 | Pedro Diniz           | Arrows              | 26     | Versnellingsbak   | 22          |        |
| NF      | 21 | Toranosuke Takagi     | Tyrrell-Ford        | 19     | Motor             | 17          |        |
| NF      | 17 | Mika Salo             | Arrows              | 18     | Motor             | 20          |        |
| NF      | 12 | Jarno Trulli          | Prost-Peugeot       | 17     | Brandstofpomp     | 12          |        |
| NF      | 22 | Shinji Nakano         | Minardi-Ford        | 3      | Spin              | 18          |        |
| NF      | 10 | Ralf Schumacher       | Jordan-Mugen-Honda  | 0      | Spin              | 8           |        |

## Wetenswaardigheden
- Damon Hill werd gediskwalificeerd omdat hij met een te lichte wagen reed.

## Statistieken
| Pole-position | Mika Häkkinen | McLaren-Mercedes | 1:17.092 |
| Snelste ronde | Mika Häkkinen | McLaren-Mercedes | 1:19.337 |

## Noot
- Dit was de vierhonderdste Grand Prix-start voor een Duitse coureur.
- Eerste Grand Slam voor Mika Häkkinen en voor een Finse coureur.

1972 · 1973 · 1974 · 1975 · 1976 · 1977 · 1978 · 1979 · 1980 · 1981 · 1982 · 1983 · 1984 · 1985 · 1986 · 1987 · 1988 · 1989 · 1990 · 1991 · 1992 · 1993 · 1994 · 1995 · 1996 · 1997 · 1998 · 1999 · 2000 · 2001 · 2002 · 2003 · 2004 · 2005 · 2006 · 2007 · 2008 · 2009 · 2010 · 2011 · 2012 · 2013 · 2014 · 2015 · 2016 · 2017 · 2018 · 2019